# За законами воєнного часу
«За законами воєнного часу» (рос. По законам военного времени) — радянський художній фільм 1982 року, знятий на кіностудії «Мосфільм».

## Сюжет
Перші місяці німецько-радянської війни. Військовий ешелон в невеликому містечку готувався до відправки на фронт. Четверо солдатів, отримавши звільнення в місто, відстали від поїзда, що за законами воєнного часу вважалося дезертирством. Добравшись до залізничного моста, новобранці побачили групу німецьких диверсантів і вступили в нерівну сутичку з ворожим десантом. Ціною власного життя герої врятували міст і запобігли загибелі ешелону.

## У ролях
- Ольга Агєєва — Варвара Толоконникова
- Володимир Широков — Борис Криницин
- Борис Сморчков — Петро Лук'янович Дибайло
- Ігор Ясулович — Аполлінарій Володимирович Ставровський
- Олексій Ясулович — Гліб Криницин
- Раїса Рязанова — Клава Лупіна
- Микола Маковський — Федяка, брат Клави
- Тетяна Кочемасова — Льоля
- Майя Булгакова — мати Бориса
- Наталія Фатєєва — Олена Григорівна, мати Льолі
- Микола Болотов — епізод
- Валерій Денисов — міліціонер
- Володимир Дьомін — офіцер
- Сергій Єгоров — Петрович
- Андрій Карташов — епізод
- Віктор Кінах — епізод
- Андрій Кудряшов — Вольнов
- Віктор Лазарев — пильний дідусь
- Марк Мільмарк — епізод
- Володимир Мишкін — офіцер
- Олег Мокшанцев — полковник
- Олександр Мильников — пасажир на пероні
- Жорж Новицький — капітан Подєлков
- Андрій Порошин — залізничник
- Владислав Сердюк —  Гарбузенко
- Сергій Самойлов — німецький десантник
- Валерій Сімунін — епізод
- Андрій Тенета — гість Льолі
- Дмитро Титов — епізод
- Едуард Томан — німець
- Анна Парфененко — дочка Ставровського
- Володимир Кузнецов — залізничник

## Знімальна група
- Режисер — Ігор Слабневич
- Сценаристи — Микола Щербинський-Арсеньєв, Ігор Слабневич, Євген Винокуров
- Оператор — Олексій Темерін
- Композитор — Валерій Зубков
- Художник — Василь Голиков